# Peter Byers
Pour les articles homonymes, voir Byers.
Peter Byers est un joueur de football international antiguais né le 20 octobre 1984 à Freeman Village sur l'île d'Antigua. Surnommé Big Pete, il évolue au poste d'attaquant avec le SAP FC dans le championnat d'Antigua-et-Barbuda.

## Carrière

### En club
Byers joue quatre saisons au SAP FC, club où il débute, et une saison à Trinité-et-Tobago (San Juan Jabloteh), avant de rejoindre l'Impact de Montréal en 2008. Il est tout près de signer un contrat avec les Earthquakes de San José en 2009, mais les négociations n'aboutissent pas et Byers revient alors à l'Impact où il reste jusqu'en 2010.
Il évolue ensuite entre 2011 et 2012 en USL au sein de l'Antigua Barracuda avec une parenthèse au Los Angeles Blues. Il poursuit sa carrière entre son pays natal (SAP FC), Trinité-et-Tobago (Central FC) et la République dominicaine (Barcelona Atlético).

### En équipe nationale
International antiguais depuis 2004, Byers détient le record de buts marqués avec sa sélection (43 buts). Il participe aux qualifications pour les Coupes du monde de 2006, 2010, 2014 et 2018 avec un bilan de 21 matchs disputés et 10 buts marqués.
Du reste, il dispute avec son pays quatre phases finales de Coupe caribéenne des nations en 2008, 2010, 2012 et 2014 sans jamais pouvoir franchir la phase de groupe.

#### Buts en sélection
| Buts en sélection de Peter Byers | Buts en sélection de Peter Byers | Buts en sélection de Peter Byers                                   | Buts en sélection de Peter Byers | Buts en sélection de Peter Byers | Buts en sélection de Peter Byers | Buts en sélection de Peter Byers |
|                                  | Date                             | Lieu                                                               | Adversaire                       | Score                            | Résultat                         | Compétition                      |
| -------------------------------- | -------------------------------- | ------------------------------------------------------------------ | -------------------------------- | -------------------------------- | -------------------------------- | -------------------------------- |
| 1.                               | 12 janvier 2005                  | Antigua Recreation Ground, St. John's (Antigua-et-Barbuda)         | Trinité-et-Tobago                | 1-0                              | 2-1                              | Amical                           |
| 2.                               | 6 février 2005                   | Barbados National Stadium, Bridgetown (Barbade)                    | Barbade                          | 2-3                              | 2-3                              | Amical                           |
| 3.                               | 26 février 2006                  | Georgetown (Guyana)                                                | Guyana                           | 1-4                              | 1-4                              | Amical                           |
| 4.                               | 3 septembre 2006                 | Antigua Recreation Ground, St. John's (Antigua-et-Barbuda)         | Dominique                        | 1-0                              | 1-0                              | Amical                           |
| 5.                               | 20 septembre 2006                | Antigua Recreation Ground, St. John's (Antigua-et-Barbuda)         | Anguilla                         | 1-0                              | 5-3                              | CAR 2007                         |
| 6.                               | 20 septembre 2006                | Antigua Recreation Ground, St. John's (Antigua-et-Barbuda)         | Anguilla                         | 2-1                              | 5-3                              | CAR 2007                         |
| 7.                               | 20 septembre 2006                | Antigua Recreation Ground, St. John's (Antigua-et-Barbuda)         | Anguilla                         | 4-2                              | 5-3                              | CAR 2007                         |
| 8.                               | 22 septembre 2006                | Antigua Recreation Ground, St. John's (Antigua-et-Barbuda)         | Barbade                          | 1-0                              | 1-3                              | CAR 2007                         |
| 9.                               | 5 novembre 2006                  | Arnos Vale Stadium, Kingstown (Saint-Vincent-et-les-Grenadines)    | Saint-Vincent-et-les-Grenadines  | 1-1                              | 2-2                              | Amical                           |
| 10.                              | 5 novembre 2006                  | Arnos Vale Stadium, Kingstown (Saint-Vincent-et-les-Grenadines)    | Saint-Vincent-et-les-Grenadines  | 2-2                              | 2-2                              | Amical                           |
| 11.                              | 2 décembre 2007                  | Antigua Recreation Ground, St. John's (Antigua-et-Barbuda)         | Saint-Christophe-et-Niévès       | 1-0                              | 2-0                              | Amical                           |
| 12.                              | 2 décembre 2007                  | Antigua Recreation Ground, St. John's (Antigua-et-Barbuda)         | Saint-Christophe-et-Niévès       | 2-0                              | 2-0                              | Amical                           |
| 13.                              | 12 janvier 2008                  | Carlton Club Ground, Black Rock, Barbade                           | Barbade                          | 1-0                              | 2-3                              | Amical                           |
| 14.                              | 12 janvier 2008                  | Carlton Club Ground, Black Rock, Barbade                           | Barbade                          | 2-1                              | 2-3                              | Amical                           |
| 15.                              | 5 novembre 2008                  | Marvin Lee Stadium, Tunapuna (Trinité-et-Tobago)                   | Trinité-et-Tobago                | 1-0                              | 2-3                              | CAR 2008                         |
| 16.                              | 9 novembre 2008                  | Marvin Lee Stadium, Tunapuna (Trinité-et-Tobago)                   | Saint-Christophe-et-Niévès       | 1-0                              | 4-3                              | CAR 2008                         |
| 17.                              | 9 novembre 2008                  | Marvin Lee Stadium, Tunapuna (Trinité-et-Tobago)                   | Saint-Christophe-et-Niévès       | 2-0                              | 4-3                              | CAR 2008                         |
| 18.                              | 4 décembre 2008                  | Jarrett Park, Montego Bay (Jamaïque)                               | Haïti                            | 1-1                              | 1-1                              | CAR 2008                         |
| 19.                              | 8 décembre 2008                  | Jarrett Park, Montego Bay (Jamaïque)                               | Guadeloupe                       | 1-1                              | 2-2                              | CAR 2008                         |
| 20.                              | 8 décembre 2008                  | Jarrett Park, Montego Bay (Jamaïque)                               | Guadeloupe                       | 2-2                              | 2-2                              | CAR 2008                         |
| 21.                              | 23 septembre 2010                | Antigua Recreation Ground, St. John's (Antigua-et-Barbuda)         | Sainte-Lucie                     | 3-0                              | 5-0                              | Amical                           |
| 22.                              | 23 septembre 2010                | Antigua Recreation Ground, St. John's (Antigua-et-Barbuda)         | Sainte-Lucie                     | 5-0                              | 5-0                              | Amical                           |
| 23.                              | 2 septembre 2011                 | Sir Vivian Richards Stadium, North Sound (Antigua-et-Barbuda)      | Curaçao                          | 4-2                              | 5-2                              | QCM 2014                         |
| 24.                              | 2 septembre 2011                 | Sir Vivian Richards Stadium, North Sound (Antigua-et-Barbuda)      | Curaçao                          | 5-2                              | 5-2                              | QCM 2014                         |
| 25.                              | 6 septembre 2011                 | Paul E. Joseph Stadium, Frederiksted (Îles Vierges des États-Unis) | Îles Vierges des États-Unis      | 2-0                              | 8-1                              | QCM 2014                         |
| 26.                              | 6 septembre 2011                 | Paul E. Joseph Stadium, Frederiksted (Îles Vierges des États-Unis) | Îles Vierges des États-Unis      | 4-1                              | 8-1                              | QCM 2014                         |
| 27.                              | 6 septembre 2011                 | Paul E. Joseph Stadium, Frederiksted (Îles Vierges des États-Unis) | Îles Vierges des États-Unis      | 6-1                              | 8-1                              | QCM 2014                         |
| 28.                              | 2 octobre 2011                   | Stanford Cricket Ground, Saint-George (Antigua-et-Barbuda)         | Martinique                       | 1-2                              | 1-2                              | Amical                           |
| 29.                              | 11 octobre 2011                  | Sir Vivian Richards Stadium, North Sound (Antigua-et-Barbuda)      | Îles Vierges des États-Unis      | 2-0                              | 10-0                             | QCM 2014                         |
| 30.                              | 11 octobre 2011                  | Sir Vivian Richards Stadium, North Sound (Antigua-et-Barbuda)      | Îles Vierges des États-Unis      | 3-0                              | 10-0                             | QCM 2014                         |
| 31.                              | 11 octobre 2011                  | Sir Vivian Richards Stadium, North Sound (Antigua-et-Barbuda)      | Îles Vierges des États-Unis      | 4-0                              | 10-0                             | QCM 2014                         |
| 32.                              | 1er avril 2012                   | Armos Vale Stadium, Kingstown (Saint-Vincent-et-les-Grenadines)    | Saint-Vincent-et-les-Grenadines  | 2-1                              | 2-1                              | Amical                           |
| 33.                              | 8 juin 2012                      | Raymond James Stadium, Tampa (États-Unis)                          | États-Unis                       | 1-2                              | 1-3                              | QCM 2014                         |
| 34.                              | 7 septembre 2012                 | Estadio Mateo Flores, Guatemala (Guatemala)                        | Guatemala                        | 1-0                              | 1-3                              | QCM 2014                         |
| 35.                              | 7 décembre 2012                  | Antigua Recreation Ground, St. John's (Antigua-et-Barbuda)         | République dominicaine           | 1-0                              | 1-2                              | CAR 2012                         |
| 36.                              | 9 décembre 2012                  | Antigua Recreation Ground, St. John's (Antigua-et-Barbuda)         | Trinité-et-Tobago                | 2-0                              | 2-0                              | CAR 2012                         |
| 37.                              | 3 septembre 2014                 | Antigua Recreation Ground, St. John's (Antigua-et-Barbuda)         | Anguilla                         | 4-0                              | 6-0                              | QCAR 2014                        |
| 38.                              | 5 septembre 2014                 | Antigua Recreation Ground, St. John's (Antigua-et-Barbuda)         | République dominicaine           | 1-0                              | 2-1                              | QCAR 2014                        |
| 39.                              | 12 novembre 2014                 | Montego Bay Sports Complex, Montego Bay (Jamaïque)                 | Haïti                            | 2-2                              | 2-2                              | CAR 2014                         |
| 40.                              | 7 juin 2016                      | Sir Vivian Richards Stadium, North Sound (Antigua-et-Barbuda)      | Grenade                          | 1-0                              | 5-1                              | QCAR 2017                        |
| 41.                              | 8 octobre 2016                   | Antigua Recreation Ground, St. John's (Antigua-et-Barbuda)         | Porto Rico                       | 1-0                              | 2-0                              | QCAR 2017                        |
| 42.                              | 25 mars 2018                     | Sabina Park, Kingston (Jamaïque)                                   | Jamaïque                         | 1-1                              | 1-1                              | Amical                           |
| 43.                              | 12 octobre 2018                  | Thomas Robinson Stadium, Nassau (Bahamas)                          | Bahamas                          | 0-2                              | 0-6                              | QGC 2019                         |

NB : Les scores sont affichés sans tenir compte du sens conventionnel en cas de match à l'extérieur (Antigua-et-Barbuda / Adversaire).

## Statistiques
| Saison                | Club                  | Championnat           | Championnat | Championnat | Coupe(s) nationale(s) | Coupe(s) nationale(s) | Supercoupe | Supercoupe | Compétition(s) continentale(s) | Compétition(s) continentale(s) | Compétition(s) continentale(s) | Total | Total |
| Saison                | Club                  | Division              | M.          | B.          | M.                    | B.                    | M.         | B.         | Comp.                          | M.                             | B.                             | M.    | B.    |
| 2003-04               | SAP FC                | D1                    | 13          | 12          | -                     | -                     | -          | -          | -                              | -                              | -                              | 13    | 12    |
| 2004-05               | SAP FC                | D1                    | 21          | 18          | -                     | -                     | -          | -          | -                              | -                              | -                              | 21    | 18    |
| 2005-06               | SAP FC                | D1                    | 16          | 12          | -                     | -                     | -          | -          | -                              | -                              | -                              | 16    | 12    |
| 2006-07               | SAP FC                | D1                    | 16          | 11          | -                     | -                     | -          | -          | CFU                            | 1                              | 2                              | 17    | 13    |
| 2007                  | San Juan Jabloteh     | D1                    | 29          | 15          | -                     | -                     | -          | -          | -                              | -                              | -                              | 29    | 15    |
| 2008                  | San Juan Jabloteh     | D1                    | 9           | 6           | -                     | -                     | -          | -          | CFU                            | 2                              | 2                              | 11    | 8     |
| 2008                  | Impact de Montréal    | D2                    | 7           | 3           | -                     | -                     | -          | -          | -                              | -                              | -                              | 7     | 3     |
| 2009                  | Trois-Rivières Attak  | D1                    | 2           | 1           | -                     | -                     | -          | -          | -                              | -                              | -                              | 2     | 1     |
| 2009                  | Impact de Montréal    | D2                    | 15          | 4           | 3                     | 2                     | -          | -          | CCL                            | 7                              | 1                              | 25    | 7     |
| 2010                  | Impact de Montréal    | D2                    | 17          | 2           | -                     | -                     | -          | -          | -                              | -                              | -                              | 17    | 2     |
| 2010-11               | Parham FC             | D1                    | 16          | 9           | -                     | -                     | -          | -          | -                              | -                              | -                              | 16    | 9     |
| 2011                  | Antigua Barracuda     | D3                    | 7           | 4           | -                     | -                     | -          | -          | -                              | -                              | -                              | 7     | 4     |
| 2011                  | Los Angeles Blues     | D3                    | 9           | 3           | -                     | -                     | -          | -          | -                              | -                              | -                              | 9     | 3     |
| 2012                  | Antigua Barracuda     | D3                    | 15          | 3           | -                     | -                     | -          | -          | CFU                            | 5                              | 1                              | 20    | 4     |
| 2012-13               | Central FC            | D1                    | 7           | 8           | -                     | -                     | -          | -          | -                              | -                              | -                              | 7     | 8     |
| 2012-13               | SAP FC                | D1                    | 12          | 7           | -                     | -                     | -          | -          | -                              | -                              | -                              | 12    | 7     |
| 2013-14               | Grenades FC           | D1                    | 15          | 12          | -                     | -                     | -          | -          | -                              | -                              | -                              | 15    | 12    |
| 2014-15               | SAP FC                | D1                    | 14          | 10          | -                     | -                     | -          | -          | -                              | -                              | -                              | 14    | 10    |
| 2016-17               | SAP FC                | D1                    | 14          | 9           | -                     | -                     | -          | -          | -                              | -                              | -                              | 14    | 9     |
| 2017-18               | SAP FC                | D1                    | 11          | 8           | -                     | -                     | -          | -          | -                              | -                              | -                              | 11    | 8     |
| 2018-19               | SAP FC                | D1                    | 15          | 11          | -                     | -                     | -          | -          | -                              | -                              | -                              | 15    | 11    |
| 2019-20               | SAP FC                | D2                    | 13          | 4           | -                     | -                     | -          | -          | -                              | -                              | -                              | 13    | 4     |
| 2022-23               | SAP FC                | D1                    | 17          | 11          | 5                     | 9                     | -          | -          | -                              | -                              | -                              | 22    | 20    |
| 2023-24               | SAP FC                | D1                    | 8           | 7           | -                     | -                     | -          | -          | -                              | -                              | -                              | 8     | 7     |
| Total sur la carrière | Total sur la carrière | Total sur la carrière | 318         | 190         | 8                     | 11                    | -          | -          | -                              | 15                             | 6                              | 341   | 207   |